# Спекбак (Верхній Рейн)
Спекбак (фр. Spechbach) — муніципалітет у Франції, у регіоні Гранд-Ест, департамент Верхній Рейн. Спекбак утворено 1 січня 2016 року шляхом злиття муніципалітетів Спекбак-ле-Ба i Спекбак-ле-О. Адміністративним центром муніципалітету є Спекбак-ле-О. Населення — 1392 особи (01.01.2021).